# Patxi Andión
Francisco José Andión González (Madrid, 6 de octubre de 1947-Cubo de la Solana, Soria, 18 de diciembre de 2019), más conocido como Patxi Andión, fue un cantautor, músico, actor y profesor de sociología español.

## Biografía
Nació en 1947 en Madrid, aunque a los pocos días de nacido fue llevado al País Vasco, región de origen de sus padres y tierra con la que desde muy pequeño se sintió profundamente identificado, dadas las raíces familiares. No obstante, siendo pequeño fue trasladado a Madrid para realizar los estudios de primaria. Su origen humilde no fue un impedimento para que siempre se procurase que en su casa hubiera libros, por lo que desde niño fue un ávido lector. Su padre fue combatiente en las filas republicanas durante la guerra civil española. Se convirtió en cantautor en los convulsos años setenta y colaboró con diversas organizaciones antifranquistas (UPA, FRAP), lo que le obligó a exiliarse en París. Allí conoció casualmente a Jacques Brel, quien le influyó después en su quehacer artístico. Llegó a hacerse a la mar como parte de la tripulación de un barco pesquero con el que dio la vuelta a medio mundo. Se inició en la música en los sesenta formando parte de agrupaciones que no trascendieron, como Los Dingos y Los Camperos, las cuales interpretaban lo que hoy se conoce como temas clásicos del rocanrol tales como «Popotitos».
El apogeo de su carrera musical abarcó el periodo comprendido entre 1971 y 1978. En estos años publicó temas como «Puedo inventar», «La casa se queda sola», «Tiempo, tiempo», «Quién sabe si volverá otra vez a amanecer», «Una, dos y tres», «Sonetos 37-73», «Porque me duele la voz», «Como tú», «Entre tu piel», «Samaritana», «A donde el agua», «La bohemia», «Estrella de la mar», entre otras. A partir de 1979 fue adquiriendo un estilo cada vez más personal, lo cual fue alejándolo paulatinamente de los circuitos comerciales. Se considera que otro factor importante que afectó a su carrera pudo haber sido su breve matrimonio con la actriz y modelo Amparo Muñoz, considerada la mujer más bella de España en aquella época y elegida Miss Universo en 1974, con quien coprotagonizó la película La otra alcoba en 1976. Ese mismo año se casó en un santuario navarro. Esto fue considerado como un gesto un tanto frívolo por parte de Patxi Andión entre los integrantes de aquellos círculos intelectuales de la izquierda progresista en los cuales se le admiraba y respetaba como cantautor y como hombre de convicción izquierdista, a lo que hubo que unir historias de maltrato, aborto, separación en 1978 y divorcio en 1983.
Como cantautor se mantuvo en una línea que lo hizo inconfundible: componer canciones con temática social y romántica principalmente, pero siempre desde una perspectiva íntimamente personal, profunda y poética, en amalgama con aquella voz ronca y deslavazada con la que cantó.
En su periodo madrileño y en una nueva faceta, aprovechó su condición de sociólogo y periodista y se hizo profesor. Impartió clases de comunicación audiovisual, producción, realización y operaciones artísticas y producción audiovisual práctica en la Escuela Universitaria Politécnica de Cuenca, de la Universidad de Castilla-La Mancha. También fue director de la Escuela Española de Caza, de la Federación Española de Caza.
Falleció el 18 de diciembre de 2019 en accidente de tráfico en la autovía A-15,  al salirse de la calzada con el Range Rover que conducía. Recibió sepultura en el cementerio de la Almudena de Madrid.

## Filmografía
- El libro del Buen Amor (1975) (actor y compositor). Codirigida por Julián Marcos y Tomás Aznar, basada en el libro homónimo del arcipreste de Hita.
- La otra alcoba (1976) (actor y compositor). Dirigida por Eloy de la Iglesia
- Libertad provisional (1976) (actor y compositor). Dirigida por Roberto Bodegas
- Caperucita y Roja (1977) (actor). Codirigida por Aitor Goirocelaya y Luis Revenga.
- Acto de posesión (1977) (actor). Dirigida por Javier Aguirre, basada en el libro Dos madres de Miguel de Unamuno.
- Asesinato en el Comité Central (1982) (actor). Dirigida por Vicente Aranda, basada en el libro homónimo de Manuel Vázquez Montalbán.
- Corazón de papel (1982) (actor). Dirigida por Roberto Bodegas.
- La rosa de los vientos (1983) (actor). Dirigida por Patricio Guzmán.
- Las pícaras (1983) (actor en el episodio «La pícara Justina»). Serie de televisión.
- Página de sucesos (1985) (actor). Serie de televisión, dirigida por Antonio Giménez Rico.
- Puzzle (1986) (actor). Dirigida por Josep Lluís Comerón.
- La estanquera de Vallecas (1987) (actor y compositor). Dirigida por Eloy de la Iglesia.
- Brigada Central (Primera temporada, 14 capítulos) (1989) Serie de televisión dirigida por Pedro Masó.
- La sal de la vida (1995) (actor). Dirigida por Eugenio Martín
- La virtud del asesino (1997) (actor y guionista). Dirigida por Roberto Bodegas, está basada en el libro del mismo título escrito por el propio Patxi Andión.

## Discografía[13]

### Larga duración
- Retratos. (1969)
- Once canciones entre paréntesis. (1971)
- Palabra por palabra. (1972)
- Posiblemente. (1972)
- A donde el agua. (1973)
- José María Iparraguirre Patxi Andion'en era. (1973)
- Como el viento del norte. (1974)
- El libro de buen amor. (1975)
- Viaje de ida. (1976)
- Cancionero prohibido. (1978)
- Arquitectura. (1979)
- Evita (musical). (1981)
- Amor primero. (1983)
- El balcón abierto.(1986)
- Nunca, nadie. (1998)
- Porvenir. (2010)
- 4DM (Cuatro días de mayo). (2014)
- La hora Lobicán (2019).[14]

### Colaboraciones
- Poetas en Nueva York (1986) con la canción «Oda a Walt Whitman».
- Los himnos del Atleti (2018) poniendo la voz en la canción «Bodas de oro», única grabación existente del himno conmemorativo de 1953 del Atlético de Madrid —club del que era un conocido aficionado— para celebrar el 50.º aniversario de su fundación.[15][16][17]

### Sencillos
- «Vallekas» (1987). Es el tema central de la película La estanquera de Vallecas, fue sacado como un sencillo promocional por la discográfica Dial Discos. En 1998, en el CD Nunca, nadie Patxi volvería a interpretar una nueva versión de esta canción que nunca fue editada para el público.

## Libros
- Canciones y otras palabras previas (poemas), Madrid: Emiliano Escolar, 1980.
- Susan (todo está por vivir), Madrid: Nueva Politécnica, 1983.
- La virtud del asesino (novela), Barcelona: Planeta, 1998.
- La caza racional (ensayo), Cuenca: Universidad de Castilla-La Mancha, 2003.
- Con toda la palabra por delante (poemas), Madrid: Huerga & Fierro, 2014.
- Breverías (poemas), Madrid: Huerga & Fierro, 2014.